# Blowing with the Wind
A  Blowing with the Wind  egy dub lemez Augustus Pablo-tól   1990-ből.

## Számok
1. Blowing with the Wind  (5:39)
2. Twinkling Star  (3:50)
3. Ancient Harmonies  (3:46)
4. Creation Blues  (3:45)
5. Zion Ufo  (3:21)
6. Eastern Code     (4:03)
7. Twenty-One Years After  (3:35)
8. First World Call   (3:16)
9. This Song          (3:50)
10. Drums To The King  (7:04)